# Biova
La biova è un pane tradizionale del Piemonte.

## Storia
La biova ha origini antiche, e si presentava di dimensioni molto più grandi di quelle odierne. Con il mutare delle abitudini alimentari e l'industrializzazione del Piemonte, la sua grandezza si ridusse.

## Descrizione
La biova è un pane di forma tondeggiante o a goccia a base di farina, lievito, sale, acqua e talvolta strutto, che conferisce all'alimento un sapore caratteristico. Le biove hanno forma tondeggiante, una crosta friabile, poca mollica e il loro peso varia dai 100 ai 500 grammi. L'impasto delle biove viene lasciato riposare per circa 80-90 minuti prima di essere cotto  in forno per circa mezz'ora.

## Varianti
La variante più piccola della biova prende il nome di biovetta, che si presta ad essere farcita con salumi, formaggi, verdure e altri cibi asciutti.